# König Wilhelm (Schiff, 1901)
Das Dampfschiff König Wilhelm war ein 1901 von der Königlich Württembergischen Staats-Eisenbahnen in Dienst gestellter Bodenseedampfer.

## Geschichte

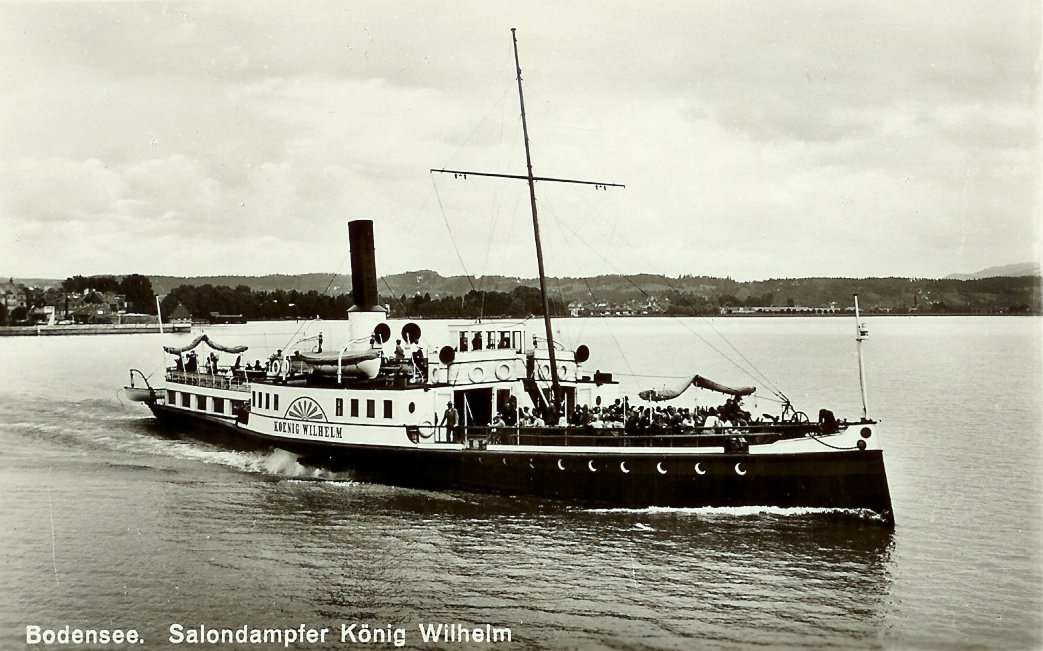
Die König Wilhelm in den 1920er Jahren vor Lindau

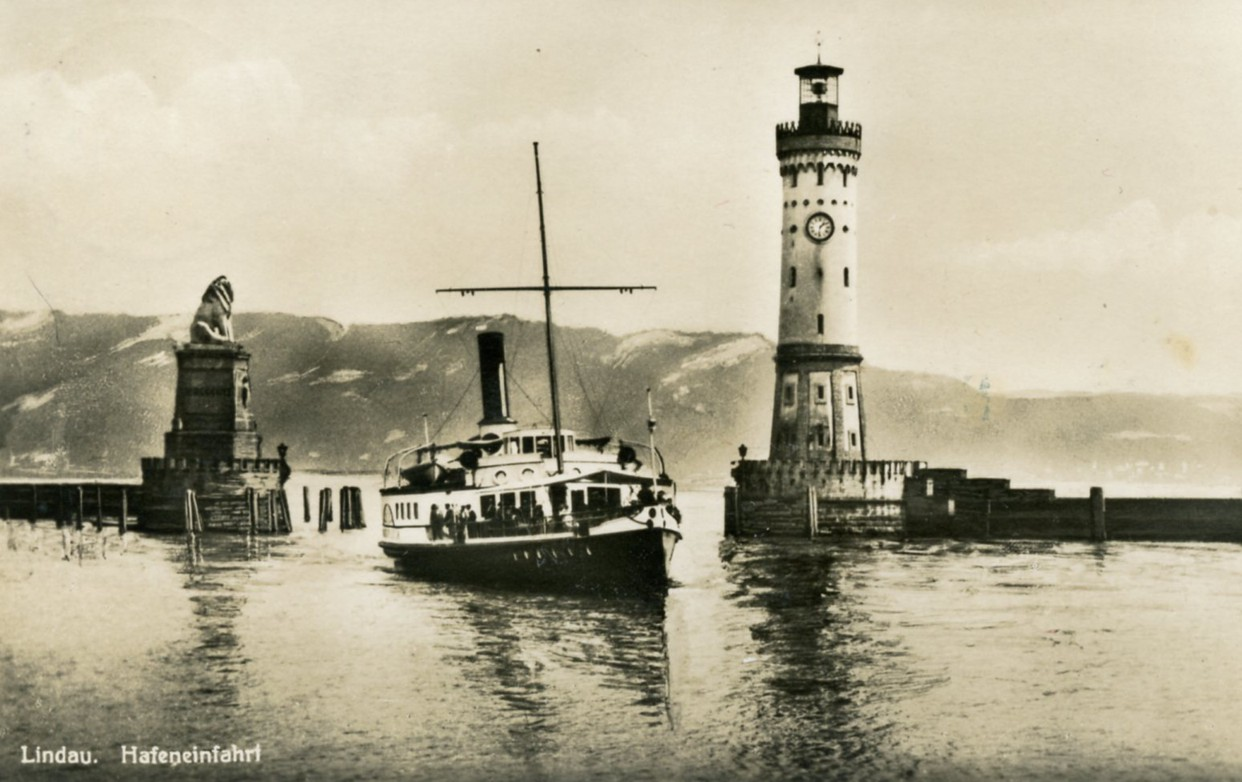
SD König Wilhelm um 1930 in Lindau

Nach der König Karl und der Königin Charlotte war die König Wilhelm das dritte Schiff einer vom Aufbau her weitgehend baugleichen Schiffsfamilie, die als „Königsschiffe“ bezeichnet werden. Als viertes Schiff dieser Familie kam 1903 als nahezu baugleiches Schwesterschiff der König Wilhelm noch die Württemberg, die jedoch nicht zu den eigentlichen Königsschiffen gezählt wird. Die König Wilhelm war nach der hölzernen Wilhelm und der „Eisernen Wilhelm“ das dritte Bodenseeschiff, das den Namen des württembergischen Königs und großen Förderers der Dampfschifffahrt auf dem Bodensee, Wilhelm I., trug.
Obwohl Württemberg seit der Gründung des Deutschen Kaiserreichs 1871 seine Souveränität weitgehend abgegeben hatte, blieben die Eisenbahnen aller drei süddeutschen Länder unter der jeweiligen Landeshoheit. Deswegen fuhr die König Wilhelm unter der Flagge des Königreichs Württemberg und nicht unter der Flagge des Kaiserreichs.
Mit der König Wilhelm wurde der alte Glattdeckdampfer Wilhelm von 1851 abgelöst, der bereits seit 1899 an die Schweizerische Dampfbootgesellschaft vermietet wurde und auf Untersee und Rhein seinen Dienst tat. Die König Wilhelm wurde dagegen nur auf Obersee und Überlinger See eingesetzt, da sie die Rheinbrücke Konstanz nicht passieren konnte. Ihre „Hausstrecke“ war die Linie Friedrichshafen–Rorschach. Vor Rorschach kam es 1908 zum einzig überlieferten Schiffsunglück in der 37-jährigen Dienstzeit, als die König Wilhelm die schweizerische Rhein rammte und erheblich am Bug beschädigt wurde. Menschen kamen dabei nicht zu Schaden, obwohl auf der Rhein der Backbord-Radkasten und die Küche getroffen wurden.
Nach Ende des Ersten Weltkriegs wurde 1920 der Schiffsbestand der einstigen württembergischen, badischen und bayrischen Länderbahnen von der Deutschen Reichsbahn übernommen. Im Gegensatz zu badischen, bayrischen und österreichischen Schiffen mit Herrschernamen durften die württembergischen Schiffe ihre Regentennamen behalten. Lediglich das königliche Wappen an den Radkästen musste entfernt werden.
1938 wurde eine Modernisierung der König Wilhelm erwogen, aber letztendlich doch verworfen. Das Dampfschiff wurde stattdessen durch die bereits 1937 in Dienst gestellte Schwaben ersetzt und ausgemustert. Nach zwei Jahren Liegezeit wurde das Schiff 1940 verschrottet. Die Schiffsglocke befindet sich seit 1947 in der Kirche einer evangelischen Paul-Gerhardt-Gemeinde in Friedrichshafen.